# Pandora phyllobii
Pandora phyllobii är en svampart som först beskrevs av Balazy, och fick sitt nu gällande namn av S. Keller 2005. Pandora phyllobii ingår i släktet Pandora och familjen Entomophthoraceae.   Inga underarter finns listade i Catalogue of Life.